# سمیر آرمسترانگ
سمیر آرمسترانگ (به انگلیسی: Samaire Armstrong) (زاده ۳۱ اکتبر ۱۹۸۰) بازیگر آمریکایی است. وی بیشتر به خاطر حضور در فیلم تفاوت دختر و پسر و ظهور مشهور است.